# Глейд-Спрінг (Вірджинія)
Глейд-Спрінг (англ. Glade Spring) — місто (англ. town) в США, в окрузі Вашингтон штату Вірджинія. Населення — 1367 осіб (2020).

## Географія
Глейд-Спрінг розташований за координатами 36°47′24″ пн. ш. 81°46′20″ зх. д. / 36.79000° пн. ш. 81.77222° зх. д. (36.789944, -81.772253).  За даними Бюро перепису населення США в 2010 році місто мало площу 3,16 км², з яких 3,16 км² — суходіл та 0,00 км² — водойми.

## Демографія
Згідно з переписом 2010 року, у місті мешкало 1456 осіб у 596 домогосподарствах у складі 411 родини. Густота населення становила 461 особа/км².  Було 670 помешкань (212/км²).
Расовий склад населення:
| - 93,8 % — білих - 4,8 % — чорних або афроамериканців - 0,2 % — корінних американців - 0,1 % — азіатів |

До двох чи більше рас належало 0,9 %. Частка іспаномовних становила 1,0 % від усіх жителів.
За віковим діапазоном населення розподілялося таким чином: 22,4 % — особи молодші 18 років, 58,3 % — особи у віці 18—64 років, 19,3 % — особи у віці 65 років та старші. Медіана віку мешканця становила 41,4 року. На 100 осіб жіночої статі у місті припадало 92,3 чоловіків;  на 100 жінок у віці від 18 років та старших — 85,2 чоловіків також старших 18 років.
Середній дохід на одне домашнє господарство  становив 52 256 доларів США (медіана — 44 342), а середній дохід на одну сім'ю — 60 384 долари (медіана — 56 500). За межею бідності перебувало 16,6 % осіб, у тому числі 26,0 % дітей у віці до 18 років та 9,2 % осіб у віці 65 років та старших.
Цивільне працевлаштоване населення становило 655 осіб. Основні галузі зайнятості: освіта, охорона здоров'я та соціальна допомога — 29,9 %, виробництво — 17,7 %, роздрібна торгівля — 13,3 %.